# Rojdánka
Rojdánka je levostranný přítok bezejmenného potoka, který je levostranným přítokem Křinecké Blatnice, v okrese Nymburk ve Středočeském kraji. Délka toku měří 4,97 km.

## Průběh toku
Potok pramení v lese severně od Mcel v nadmořské výšce 275 m a teče směrem na jihovýchod. Dále potok teče pod silnicí II/279 a zleva přijímá bezejmenný tok. Západně od Mcel potok podtéká silnici II/275 a stáčí se směrem k jihozápadu. Jihozápadně od Sovenic se v nadmořské výšce 193 m Rojdánka zleva vlévá do bezejmenného potoka, který se po asi 400 m vlévá zleva do Křinecké Blatnice.